# صمعاء
صمعاء أو صمعة أو بهمة  أو البُهمَى (الاسم العلمي: Stipa capensis)، نوع نبات من فصيلة النجيلية. يصل ارتفاعه إلى 50 سم، تخرج من ساقها عقد من أوراق شريطية مغطاه من أعلاها بشعر ناعم. يصل طول ورقة الصمعاء لنحو 10 سم وبعرض 1 مليمتر، يعلو رأس ثمار النبته شوكة حادة يطلق عليها سقاة أو السِّفَا أو سماليل الصمعاء. تبدأ فترة ازهاره من شهر فبراير حتى مارس. يكمن خطر نبات الصمعاء بإلتصاقها بالملابس عند المرور بجانبها مسببة الأذى لجلد الشخص. كما قد تسبب الوفاة للمواشي بعد إلتصاقها بعد مسببة جروحًا وتقرحات في أفواهها ومفقدها للشهية، يعقبها تدهور حالتها الصحية ووفاتها.

## الانتشار
يتواجد عادةً في المناطق الصحراوية وشبه صحراوية من منطقة الخليج العربي. ويتكاثر بمناطق تتواجد فيها نباتات حولية كالأقحوان والهراس والحلم والربلة.

## في الشعر
ورد ذكر نبته الصمعاء في قصيدة للشاعر الأموي غيلان العدوي التميمي والمعروف بلقب ذو الرمة، قائلًا: